# Europa continental

Europa continental.

Europa continental constituye la mayor parte del continente de Europa, y consiste en el bloque de países excepto aquellos que pertenecen a la zona insular. Esta denominación generalmente es utilizada en geopolítica para referirse a Europa excluyendo a la Gran Bretaña, aunque en estricto sentido geográfico implica excluir también otras extensiones insulares significativas como Islandia, Irlanda, Sicilia, Cerdeña, Creta, Córcega, las Baleares y otras islas en Europa. Esta división hace que la Europa continental quede repartida en 41 países.

## La zona insular excluida
Según la definición pura de continente: "una gran masa de tierra separada de otros por océanos", se puede ver que la Tierra tiene cinco: África, América, Antártida, Europa y Oceanía. Así pues, según esta definición, la Europa Continental es solo parte del continente de Eurasia, y algunos de los países europeos, debido a que tienen su extensión territorial sobre una isla, quedan fuera de esta denominación. Estos países son:
- Reino Unido (Gran Bretaña e Irlanda del Norte)
- República de Irlanda
- Islandia
- Malta
- La isla de Chipre[2]
- Islas Feroe (pertenecientes a Dinamarca)
- Islas Baleares (pertenecientes a España)
- Córcega (perteneciente a Francia)
- Cerdeña (perteneciente a Italia)
- Sicilia (perteneciente a Italia)
- Creta (perteneciente a Grecia)
- Bornholm (perteneciente a Dinamarca)
- Gotland (perteneciente a Suecia)
- Distrito de Fionia (perteneciente a Dinamarca)
- Selandia (perteneciente a Dinamarca)

## Perspectivas desde otros países

### Reino Unido

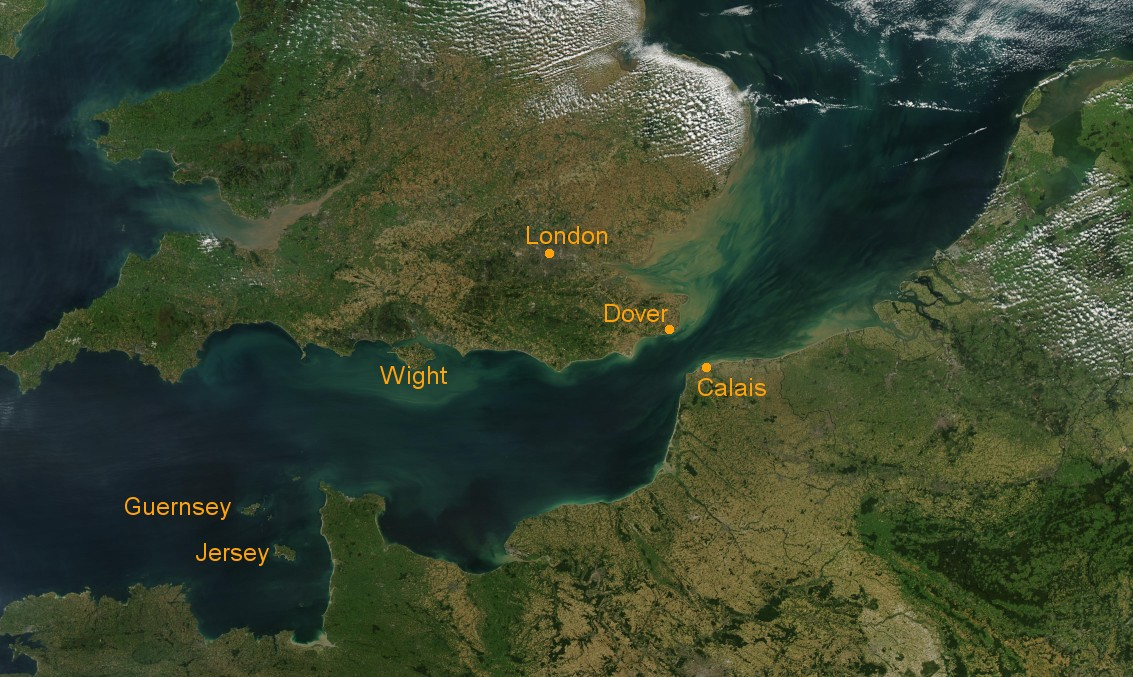
El canal de la Mancha separando por el norte a la Europa Continental del Reino Unido.

Para los habitantes del Reino Unido cuando se refieren a la palabra  continente (the Continent) quieren decir todo el conjunto de países europeos excepto las islas británicas. Existe una frase (quizás apócrifa) que según cuentan apareció en un periódico local y que hacía patente esta visión: "Fog in Channel; Continent Cut Off" (Niebla en el canal, el continente está aislado). Geográficamente hablando el canal de la Mancha es el responsable de esta separación del continente Europeo. La diferencia o separación respecto al continente no es muy grande ya que en su punto más angosto, que está en el paso de Calais, solo 34 kilómetros de distancia separan Dover del cabo Gris-Nez. 
Desde el 6 de mayo de 1994 el Reino Unido tiene una unión con el continente europeo, dicha unión se denomina Eurotúnel y es un túnel que cruza el canal de la Mancha, uniendo Francia con Inglaterra. Se trata de una importante infraestructura del transporte internacional. Su travesía dura aproximadamente 35 minutos entre Calais/Coquelles (Francia) y Folkestone (Reino Unido).
Es de resaltar desde el punto de vista gastronómico aparece en Gran Bretaña el desayuno continental en oposición al muy abundante desayuno inglés. El primero es más frugal y no tan abundante en cantidad y diversidad como el segundo.

### Países nórdicos
Los países nórdicos (término que se aplica generalmente a los 5 estados soberanos situados en la Europa Septentrional), suelen hacer uso de este término: "Europa Continental" indicando con ello todos los países de Europa excepto el Reino Unido, Irlanda, Escandinavia, Islandia y Finlandia.
Sin embargo se le llama países nórdicos a los tres estados escandinavos (Noruega y Suecia, en la península escandinava, y Dinamarca, estos tres teniendo en común lenguas escandinavas), además de Islandia, con la que los países escandinavos comparten lazos históricos, ya que fue colonizada y poblada por escandinavos y Finlandia que tradicionalmente tiende a identificarse más con Escandinavia que con los países vecinos del Este. También se podría incluir a Rusia,  por los lazos históricos con los vikingos nórdicos, que se demuestra por el propio nombre del país, proveniente del pueblo de "Rus". Sin embargo al ser un país eminentemente eslavo, se le aparta del grupo.

### Puramente geográfico
Desde el punto de vista puramente geográfico Europa es un continente que forma parte del supercontinente Eurasia, situada entre los paralelos 36° y 70° de latitud norte, a la que de forma convencional y por motivos históricos es considerada un continente. Se extiende en la mitad oriental del hemisferio norte, desde el océano Glacial Ártico por el norte hasta el mar Mediterráneo por el sur. Por el oeste, llega hasta el océano Atlántico, por el este limita con Asia, de la que la separan los montes Urales y la cordillera del Cáucaso.